# استفتاء كيبك 1980
كان استفتاء استقلال كيبك 1980 أول استفتاء في كيبك حول مكان كيبك داخل كندا وما إذا كان يجب على كيبك أن تسلك طريقًا نحو السيادة. وقد دعت حكومة الحزب الكيبيكي في كيبك إلى الاستفتاء، الذي دعا إلى الانفصال عن كندا.
وجرى الاستفتاء على مستوى المقاطعة في 20 مايو، وهزم اقتراح متابعة الانفصال بفارق 59.56 في المئة إلى 40.44 في المئة.
كما رفض استفتاء ثان حول السيادة، أجري عام 1995، متابعة الانفصال، وإن كان بفارق أصغر بكثير (50.58% إلى 49.42%).
كيبك، وهي مقاطعة في الاتحاد الكندي منذ تأسيسها في عام 1867، كانت دائما المقاطعة الوحيدة الناطقة بالفرنسية. لفترة طويلة تحكمها قوات (مثل الاتحاد الوطني) التي ركزت على تأكيد الهوية الفرنسية والكاثوليكية للمقاطعة داخل كندا، خضعت المقاطعة لثورة هادئة في أوائل الستينات. تميزت الثورة الهادئة بالعلمنة الفعالة للمجتمع وإنشاء دولة الرفاهية (état-providence). كما تسبب في إعادة تنظيم سياسة المقاطعات إلى فصائل فيدرالية وسيادية، ودعا الأخير إلى فصل كيبك عن كندا وتأسيسها كدولة قومية ذات سيادة.
كان رينيه ليفسك أحد المنادين البارزين بالسيادة، الذي ساعد في تأسيس حزب كيبك (PQ) مع الانفصاليين المتشابهين في التفكير. اقترح حزب كيبك «سيادية الارتباط»، وهو اقتراح لكيبك لتكون دولة قومية ذات سيادة في حين تتطلب شراكة اقتصادية مع ما تبقى من كندا. وكان مجلس الشعب ينوي إعلان الاستقلال عند تشكيل الحكومة، مشيرا إلى مبدأ التفوق البرلماني. تم تغيير هذا في منصة الحزب بعد الضغط الداخلي من قبل كلود مورين إلى إستراتيجية الاستفتاء للسماح بشكل أفضل مثل هذا الإعلان أن يكون معترف به دوليا.
فاز حزب كيبك في انتخابات عام 1976 في هزيمة مفاجئة لليبراليي كيبك بزعامة روبرت بوراسا الحاكم على منصة عامة للحكم الرشيد والوعد بإجراء استفتاء حول سيادة الارتباط خلال فترة ولايتهم الأولى. في الحكومة، نفذ PQ عددا من الإصلاحات الشعبية للقضايا القائمة منذ فترة طويلة في المقاطعة، مع التأكيد على أوراق اعتمادها القومية مع قوانين مثل مشروع قانون 101، الذي عزز الفرنسية كلغة رسمية في المقاطعة.
كانت جهود حزب كيبك في صراع فلسفي مع الحكومة الليبرالية الفيدرالية لبيير إليوت ترودو، وهو معارض للسيادة، والذي حث الكيبكيين بدلاً من ذلك على السعي إلى التمكين على المستوى الفيدرالي من خلال الإصلاحات التي تنص على ثنائية اللغة وحماية الحقوق الفردية. واعتبر ترودو، وهو مناضل فعال سيطر حزبه على السياسة الاتحادية في كيبك لأكثر من 80 عاما، خصما هائلا لدرجة أن ليفسك رفض تنفيذ استفتاء بينما بقي ترودو في منصبه.
في الانتخابات الاتحادية عام 1979، هزم الليبراليون بفارق ضئيل من قبل المحافظين التقدميين بقيادة جو كلارك، الذي تضمن برنامجه نهجا أكثر استيعابا للمفاوضات الدستورية مع المقاطعات. أشارت حكومة كلارك الأقلية إلى عدم مشاركة الحكومة الفيدرالية في الاستفتاء، تاركة مهمة تمثيل الأصوات الفيدرالية إلى كلود ريان، الزعيم الجديد لحزب كيبك الليبرالي.
في 21 يونيو 1979، أعلن ليفسك أن الاستفتاء الموعود سيحدث في ربيع عام 1980، وأن السؤال سيتم الإعلان عنه قبل عيد الميلاد.

## مقدمة
في 1 نوفمبر 1979، أعلنت حكومة كيبك اقتراحها الدستوري في ورقة بيضاء بعنوان Québec-Canada: A New Deal. The Québec Government Proposal for New Partnership Between Equals: Soverienty-Association (باللغة الإنجليزية).
حدث تغيير دراماتيكي في أوتاوا في 11 ديسمبر 1979، عندما أدت سلسلة من المكالمات الهاتفية المرتبكة إلى امتناع أعضاء البرلمان عن التصويت على الميزانية، مما أدى إلى خسارة حكومة كلارك بشكل غير متوقع للتصويت على مشروع قانون الميزانية، مما عجل بإجراء انتخابات فيدرالية. بعد ثلاثة أيام، أعلن ترودو عودته كزعيم لليبراليين. وأظهرت استطلاعات الرأي أن كلارك خسر بسهولة.

## السؤال
كانت مسألة الاستفتاء موضوعا لكثير من النقاش الداخلي بين تجمع حزب كيبك. وفضل بور دور مثل وزير المالية جاك باريزو سؤالا بسيطا حول مجمل الاقتراح. ورأت ليفيسك أن حكومة كيبك ينبغي أن تعامل بوصفها وكيلا قانونيا وتتطلب التصديق على قرارها النهائي، لأن الارتباط السيادي يتطلب بالضرورة إجراء مفاوضات مع حكومة كندا. كما شعر بسلامة استفتاء ثان من شأنه أن يقنع الناخبين المتأرجحين بتأييد «نعم».
وقد نشأ جدل كبير حول ما إذا كان يمكن أن يكون لـ «سؤال» بموجب قانون الاستفتاء أكثر من جملة واحدة: الحل الوسط النهائي هو استخدام الفواصل المنقوطة.
وكان السؤال المعلن عنه في 20 ديسمبر 1979 هو:
أعلنت حكومة كيبك اقتراحها بالتفاوض على اتفاق جديد مع بقية كندا، على أساس المساواة بين المقاطعات؛ ومن شأن هذا الاتفاق أن يمك ِّن كيبك من الحصول على السلطة الحصرية لوضع قوانينها، وفرض ضرائبها، وإقامة علاقات في الخارج - بمعنى آخر، السيادة - وفي الوقت نفسه من أن تحافظ مع كندا على رابطة اقتصادية تشمل عملة مشتركة؛ أي تغيير في الوضع السياسي الناتج عن هذه المفاوضات لن ينفذ إلا بموافقة شعبية من خلال استفتاء آخر؛ بهذه الشروط، هل تمنح حكومة كيبك التفويض بالتفاوض على الاتفاق المقترح بين كيبك وكندا؟
في حين لاحظت ليفسك طبيعتها المرهقة، ذكرت أنها شفافة ويمكن فهمها بسهولة.

## المناقشة التشريعية
قدم الليبراليون اقتراحهم الدستوري، المعروف باسم «ورقة بيج» في 10 يناير 1980، الذي دعا إلى اتحاد كندي لا مركزي. في حين ينظر عموما على أنها مفصلة وكفؤة، إلا أن التقرير لم يكن له تأثير كبير على الانتخابات الاتحادية، وهاجم من قبل حزب كيبك على أنه غامض وغير جوهري. رفض ريان، الذي كره الليبراليين الفيدراليين، تأييد ترودو أو كلارك.
في 18 فبراير 1980، فاز الليبراليون الفيدراليون بأغلبية في مجلس العموم، وعاد ترودو كرئيس للوزراء. وأعلن ترودو أن جان كريتيان، ملازمه الأكثر ثقة، يتحمل مسؤوليات عن الرد الاتحادي على الاستفتاء. كان ريان غاضباً.